# František Sahula
František Sahula (8. dubna 1963 Praha – v noci z 1. května na 2. května 2008 Skuheř) byl český kytarista, zpěvák, skladatel a textař. Působil ve skupině František Sahula & Synové výčepu, ale známý byl především jako občasný člen skupiny Tři sestry.

## Kariéra
František Sahula začínal s hudbou v pěveckém sboru, který navštěvoval v dětství. V 17 letech přidal hru na kytaru. Krátce působil také jako baskytarista. S vlastní skupinou FB BOX vyhrál několik hudebních soutěží. Následovalo krátké působení v kapele Kroket. V roce 1982 s Lou Fanánkem Hagenem založil skupinu Spálená tlumivka, ve které hráli také klávesista Jan Srnec a kytarista Petr Jírovec. Jírovec současně působil ve skupině Traktor. Spolu s jejími členy Tomášem Doležalem a Jiřím Brábníkem a akordeonistou skupiny Dozadu Tomášem Karáskem založili na jaře 1985 skupinu Tři sestry. Sahula s Fanánkem pokračovali ve Spálené tlumivce, ta však skončila poté, co byl Fanánek vyhozen a Sahula vstoupil pod vlivem své první ženy do církve. V tomto období Sahula upravil svůj vzhled, našel si stálé zaměstnání a přestal se věnovat rockové hudbě. Vystupoval pouze výjimečně jako kytarista na církevních akcích (např. půlnoční mše v kostele v Braníku). Fanánek se mezitím jako zpěvák připojil ke Třem sestrám. Po vystoupení z církve v roce 1988 se stal členem Tří sester i Sahula. Jako autor a kytarista se podílel na debutovém albu Na kovárně to je nářez (1990). Byl autorem jednoho z největších hitů Tří sester Život je takovej. V roce 1992 založil kapelu František Sahula & Synové výčepu, ve které zůstal aktivní až do své smrti. Ze Tří sester odešel v roce 1989, ale v roce 1994 se opět vrátil. Podílel se na albech Hudba z marsu, Zlatí hoši a Na eXX. V roce 1997 kapelu opět opustil. V roce 2004 se na chvíli vrátil a zúčastnil se turné, po kterém definitivně ukončil působení v této skupině. Jako hudebník pokračoval pouze se Syny výčepu. Kromě hudby se věnoval také tvorbě grafiky, fotografii a divadlu.

## Osobní život
František Sahula byl známý svým nezřízeným životem a láskou k ženám a alkoholu. S Fanánkem, který původně působil jako bubeník, se seznámil, když se dostavil na inzerát hledající kytaristu. V té době měl krátce ostříhané a obarvené vlasy, které vysvětlil tak, že byl přistižen na dívčím internátu, kde později zveřejnili jeho popis, a proto musel změnit vizáž. Fanánek ve své knize vzpomíná, že byl v 80. letech Sahulův byt zaplněný odpadky a jak občas několik dní bez přestávky vysedával v hospodě, aniž by promluvil. Mezi jeho oblíbené podniky patřily restaurace Na Kovárně a Na Bábě. Byl třikrát ženatý a měl 6 dětí. Už v roce 1992 po něm bylo vyhlášeno celostátní pátrání pro neplacení výživného. Byl na útěku, a proto se nemohl zúčastnit křtu debutové desky Synů výčepu V továrně je dobře. Za stejný trestný čin byl zatčen i v letech 1993, 2006 a 2008.

## Působení v Třech sestrách
Vztah mezi Sahulou a ostatními členy Tří sester byl od úplného začátku jeho působení v kapele velmi napjatý. Vadila jim především jeho nepředvídatelnost a nespolehlivost. V roce 1992, byl vybrán do titulní role Petra Průši v klipu Průša Fanánkova projektu Hagen Baden. Na smluvené natáčení se nedostavil, protože během alkoholového tahu po pražských bytech usnul v jednom z nich. Na cílovou lokaci musel být odnesen Fanánkem a Davidem Matáskem. Během natáčení se pozvracel, protože mu kouřové efekty připomínaly aroma rumu, kterým se přepil. V roce 1997 na koncetu v Poličce během vystoupení odložil kytaru a usnul v bedně na aparaturu. Za toto chování byl kapelníkem Doležalem pokutován. Podobné pokuty dostával pravidelně, což vnímal jako křivdu. Doležala obvinil, že tyto peníze zneužívá na nákup dárků pro svou tehdejší partnerku Veroniku (Supice). Skupina tento konflikt zhudebnila v písni Červený boty:

Boty z hříchu koupený teď půjdou proti ní
Kytarista postižený osud ovlivní
Za špatnou hru pokuta mu byla stržena
A boty z jeho honoráře nosí Veruna

Se vzrůstajícím renomé Tří sester a s ním spojenou zodpovědností klesalo pochopení pro Sahulovy excesy a ten nakonec z kapely v roce 1997 odešel. V roce 1998 vydala skupina album Průša se vrací. Sahulovu kreslenou podobiznu využili na přebalu desky. Ten byl tímto počinem velice rozhořčen a jeho už tak špatný vztah s kapelou ještě více utrpěl.

V roce 1999 napsal knihu Průša se nevrací, ve které podává svou verzi událostí a své excentrické chování obhajuje. Jeho známí však upozorňovali na to, že často věci zveličoval a překrucoval. Například po smrti původního bubeníka skupiny Jiřího Brábníka cestou z hor v roce 1996 rozšířil informaci, že mu po nárazu dodávky do stromu usekl neupevněný snowboard hlavu. Tato nepravdivá verze události poté pronikla i do médií. Sahula v knize tvrdí, že ho působení v této kapele nebavilo a celou dobu toužil založit vlastní, kterou se stali Synové výčepu. Dále uvádí, že Tři sestry často využívaly jeho písně bez svolení. Ačkoliv byl autorem skladeb Sovy v mazutu a Život je takovej z první desky Tří sester Na kovárně to je nářez, na přebalu jsou jako autoři hudby uvedeny Tři sestry a Sahula je zmíněn pouze jako hostující kytarista a zpěvák. Od roku 2004 s ním Fanánek odmítal úplně spolupracovat. V časopisu Reflex k tomu uvedl:
Nasral za svýho života spoustu lidí a pak se mu to vrátilo odjinud. Ke konci jsme byli radši, když jsme ho neviděli. Býval hodně vykalenej, už s námi ani nehrál jako host.

## Smrt
V roce 2008 byl Sahula opět zatčen za neplacení výživného. Ve vazbě psal materiál na chystané album a zároveň zdokonaloval hru na kytaru pro plánované turné. Z vězení se dostal za přispění kolegů hudebníků. Byl však bez prostředků a poslední dny před svou smrtí žil v chalupě v lese.
V noci z 1. května na 2. května 2008 byl Sahula zavražděn. Tělo nalezl 2. května náhodný svědek venčící psa na louce u chatové oblasti Skuheř nedaleko Prahy. Jeho hlava byla zabořená 8 cm hluboko v zemi. Prověřování jeho pohybu přivedlo vyšetřovatele k informaci, že měl v noci sedět v baru Boston s trojicí místních mladíků, které obsluha znala jmény. Ti byli vyslechnuti pouze jako potenciální svědci. Jejich výpovědi ohledně pohybu osudného večera se však nápadně lišily. Nakonec se hned druhý den po činu doznali a popsali jeho průběh.
Trojice mladíků opustila bar krátce po Sahulovi. Ten šel potmě, zatímco si oni svítili mobilním telefonem, a tak ho brzy dohonili. Sahula je poprosil, aby mu posvítili na cestu, což udělali. Poté, co společně přešli lávku, se však mladíci rozhodli, že mu utečou. Odběhli o několik desítek metrů dál, kde se schovali v lesním porostu. Sahula, aniž by tušil, že jsou nedaleko od něho, začal na jejich adresu vulgárně nadávat. Jiřího Kulvejta (18) to rozčílilo a rozhodl se na něj počkat. Když je došel, Kulvejt vyšel z úkrytu a okřikl ho. Sahula mu odpověděl, že nechce žádné problémy a pokusil se ho obejít. Kulvejt ho však dvakrát udeřil pěstí do hlavy. Sahula zavrávoral a upadl na zem. Když se pokoušel vstát, nakopl ho Kulvejt do hlavy. Poté se připojil i Jan Dvořáček (20), který začal pomáhat Sahulovi ze země a ujišťoval ho, že Kulvejt už odešel a že se nemusí ničeho bát. Jakmile se Sahula trochu nadzvedl, udeřil ho Dvořáček kolenem do hlavy. Třetí mladík se Dvořáčka s Kulvejtem snažil zastavit, ti ho však poslali pryč a v útoku pokračovali. Několik minut Sahulovi šlapali na hlavu a dokonce mu na ni opakovaně skočili snožmo. Dvořáček nakonec nakopl Sahulu do hrudníku, údajně proto, aby zjistil, jestli ještě žije. Poté ho prohledali a sebrali mu peněženku s 1300 Kč. Za vraždu byli oba odsouzeni Krajským soudem v Praze shodně k 15 letům odnětí svobody a odškodnění ve výši 240 000 Kč pro Sahulovy děti. Třetí z účastníků napadení nebyl obviněn. Tresty později potvrdil i Vrchní soud v Praze.

## Publikace
- Průša se nevrací aneb Hrál jsem ve Třech sestrách
- Ve stádu je vlk
- Poslední pankáč

Hudební tvorba :
- František Sahula & Synové Výčepu – V továrně je dobře 1992 – EMI
- František Sahula & Synové Výčepu – Blues pro Hitchcocka 1994 – SONY
- František Sahula & Synové Výčepu – Kyvadlo a Jáma 1996 – B&M
- František Sahula & Synové Výčepu – Žyvě 1996 – B&M
- František Sahula & Synové Výčepu – Hurrá na Měsíc 1998 – BMG
- František Sahula & Synové Výčepu – Chlapecká 4 2007
- Fanánek & Synové výčepu: Miluáju chána 2011 (posmrtrné album, obsahuje 2 písně Františka Sahuly a je myšleno jako pocta zesnulému hudebníkovi)
- František Sahula – BESTie OFF 2002 – EMI
- Rarity a dema 2006 – Sahula
- Fuj 120GLS (singl k CD Chlapecká 4) 2007 (singl)
- Cestování Prahou – CD k 125 letům DP P.S.Leader (reklamní CD)
- Poslední složenou známou píseň – 2008 „Nouzovej východ“ nazpíval Lou Fanánek Hagen a Synové výčepu